# Nega to Posi
Nega to Posi (ネガとポジ?, Nega to Poji) è l'ottavo album della rock band visual kei giapponese Plastic Tree. È stato pubblicato il 27 giugno 2007 dalla Universal Music Japan.
Esistono due edizioni dell'album: una normale con custodia jewel case, ed una speciale in edizione limitata con custodia jewel case, cover diversa e DVD extra.

## Tracce
Dopo il titolo è indicata fra parentesi "()" la grafia originale del titolo, eventuali note sono riportate dopo il punto e virgola ";".
1. Nemureru mori (眠れる森?) - 5:41 (Ryūtarō Arimura - Tadashi Hasegawa)
2. Fujunbutsu (不純物?) - 3:49 (Ryūtarō Arimura)
3. Elegy (エレジー?) - 3:32 (Tadashi Hasegawa)
4. Spica (Nega to Posi ban) (スピカ（ネガとポジ版）?) - 5:09 (Ryūtarō Arimura)
5. Zaza furi, zaza nari. (ザザ降り、ザザ鳴り。?) - 4:26 (Ryūtarō Arimura)
6. Mujin'eki (無人駅?) - 4:25 (Akira Nakayama)
7. Orange (オレンジ?) - 5:04 (Tadashi Hasegawa - Akira Nakayama)
8. Sabbath (Sabbath?) - 4:02 (Tadashi Hasegawa - Akira Nakayama)
9. egg (egg?) - 3:11 (Akira Nakayama - Tadashi Hasegawa)
10. Ruisen kairo (涙腺回路?) - 4:32 (Ryūtarō Arimura)
11. Kuroi kasa (黒い傘?) - 6:11 (Akira Nakayama)
12. Andro Metamorphose (アンドロメタモルフォーゼ?) - 8:13 (Ryūtarō Arimura)
13. Makka na ito (Nega to Posi ban) (真っ赤な糸（ネガとポジ版）?) - 4:36 (Ryūtarō Arimura - Tadashi Hasegawa); bonus track presente solo nell'edizione normale dell'album
14. hate red, dip it (loudest sound edition) (hate red, dip it（loudest sound edition）?) - 4:41 (Tadashi Hasegawa); bonus track presente solo nell'edizione normale dell'album

### DVD
Il DVD contiene un filmato, parte in bianco & nero e parte fortemente desaturato, con l'intera tracklist dell'album eseguita dal vivo dalla band in uno studio di registrazione.

## Singoli
- 24/01/2007 - Spica
- 16/05/2007 - Makka na ito/Ai yori aoku

## Formazione
- Ryūtarō Arimura - voce e seconda chitarra
- Akira Nakayama - chitarra, cori, PC
- Tadashi Hasegawa - basso e cori
- Hiroshi Sasabuchi - batteria